# Jevgeni Aleksejev (schaker)

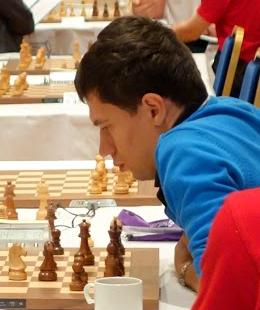
Jevgeni Aleksejev (2013)

Jevgeni Vladimirovitsj Aleksejev (Russisch: Евгений Владимирович Алексеев) (Poesjkin, 29 november 1985), is een Russisch schaker met FIDE-rating 2622 in 2017. Hij is sinds 2002 een grootmeester (GM). Hij was kampioen van Rusland in 2006. In 2004 nam hij deel aan het FIDE Wereldkampioenschap schaken, in 2005, 2007, 2009, 2011 and 2013 nam hij aan de FIDE World Chess Cup. 

## Jeugd
Aleksejev leerde van zijn vader schaken, die ook zijn eerste trainer werd. Na de verhuizing naar St. Petersburg werd Aleksejev door diverse topschakers getraind. Momenteel werkt hij met Sergei Dolmatov. Hij behaalde diverse goede resultaten in Russische en internationale jeugdkampioenschappen.

## Individuele resultaten
- Bij de Maccabiade in 2001 in Tel Aviv won Aleksejev de gouden medaille met schaken.
- Hij werd tweede bij het kampioenschap van St. Petersburg in 2001.
- Aleksejev won in 2002 de open groep van het Schaaktoernooi Hoogeveen en het Alexander Petrov-Memorial in St. Petersburg.
- In 2002 kreeg hij de grootmeester-titel.
- In 2004 won hij het Open toernooi van Genève.
- Op 10 juli 2005 vond de lange afstand wedstrijd tussen New York en Sint-Petersburg plaats die met 2 - 6 door de Russen gewonnen werd. Susan Polgar speelde een dubbele ronde tegen Aleksandr Chalifman, Alexander Onitsjoek speelde tegen Konstantin Sakajev, Boris Gulko tegen Jevgeni Aleksejev en Alexander Stripunsky tegen Nikita Vitjoegov.
- Van 9 t/m 22 november 2005 speelde Aleksejev mee in het wereldkampioenschap voor de jeugd in Istanboel. Shakhriyar Mamedyarov werd met 10,5 punt kampioen en Jevgeni Aleksejev eindigde met 9 punten op de derde plaats.
- In 2006 won Aleksejev met 7,5 pt. uit 11 partijen het Schaakkampioenschap van Rusland, na in een playoff match Dmitry Jakovenko te hebben verslagen met 1,5 - 0,5.[1]
- Door in 2007 het Aeroflot Open in Moskou te winnen, met 7 pt. uit 9,[2] kwalificeerde Aleksejev zich voor de  Dortmund Sparkassen Chess Meeting in 2007. In dit toernooi werd hij gedeeld tweede met Viswanathan Anand en Péter Lékó, onder voormalig wereldkampioen Vladimir Kramnik.[3]
- In 2008 won Aleksejev het 41e Schaakfestival van Biel, na een playoff met Leinier Dominguez.[4]
- In de superfinale van het Russische kampioenschap in 2012 eindigde Aleksejev gedeeld eerste met Sergey Karjakin, Peter Svidler, Dmitry Jakovenko, Dmitry Andreikin en Vladimir Potkin. Na de playoff rapidschaak om de winnaar te bepalen, eindigde hij als zesde.[5]
- In 2013 werd hij na tie-break tweede bij het Europees kampioenschap schaken.[6]
- In 2016 won hij het Amsterdam Science Park Chess Tournament.

## Resultaten in schaakteams
- In 2007 speelde Jevgeni Aleksejev voor het Russische team dat de winnaar werd van het Europees schaakkampioenschap voor landenteams. Hij behaalde het op een na beste resultaat aan het vierde bord.
- In 2009 werd hij met zijn team tweede op het Europees schaakkampioenschap voor landenteams.[7]
- In 2010 speelde hij bij de 39e Schaakolympiade, gehouden in Khanty-Mansiysk, aan bord 2 van team 2 van Rusland, dat als zesde eindigde.[8]

## Schaakverenigingen
In de Russische competitie voor schaakverenigingen speelde Aleksejev in 2001 en 2002 voor St. Petersburg, van 2004 tot 2006 voor Lada Togliatti, van 2007 tot 2013 voor Ekonomist-1 Saratow en sinds 2014 voor Universität Beloretschensk. Met St. Petersburg, Saratow en Beloretschensk nam hij 9 keer deel aan de European Club Cup. In 2009 en 2010 won zijn team en hij bereikte in 2012 het beste resultaat aan bord 3. 
 
In de Bosnische competitie speelde hij in 2004 voor ŠK Kiseljak. In Hongarije won Aleksejev in seizoen 2007/08 met Csuti Antal SK. Zalaegerszeg het kampioenschap voor schaakverenigingen. In Spanje speelde hij in 2007 voor CA Cuna de Dragones-Ajoblanco Mérida en in 2008 voor de kampioen CCA CajaCanarias Santa Cruz. 

Aleksejev speelde in seizoen 2006/07 van de Duitse bondscompetitie voor de TV Tegernsee. Van 2011  tot 2014 speelde hij aan bord 1 bij de SV Wiesbaden, in seizoen 2012/13 in de bondscompetitie. Sinds seizoen 2014/15 speelt hij bij TSV Schott Mainz.

## Externe koppelingen
- (en)   Informatie over schaakpartijen van Jevgeni Aleksejev op ChessGames.com
- (en)   Informatie over schaakpartijen van Jevgeni Aleksejev op 365chess.com
- (en)  FIDE-ratinggegevens voor Jevgeni Aleksejev